# Nick Vanos
Nicholas Vanos, detto Nick (San Mateo, 13 aprile 1963 – Romulus, 16 agosto 1987), è stato un cestista statunitense, professionista nella NBA.

## Carriera
Venne selezionato dai Phoenix Suns al secondo giro del Draft NBA 1985 (32ª scelta assoluta).
Morì ad appena 24 anni, in un incidente aereo insieme alla fidanzata e ad altre 153 persone, quando l'apparecchio della Northwest, partito da Detroit e diretto in Arizona, si schiantò subito dopo il decollo.